# USA High
USA High é um sitcom adolescente que foi ao ar entre 4 de agosto de 1997 a 10 de junho de 1999 nos Estados Unidos. No total foram 95 episódios em duas temporadas que foram transmitidos pelo canal USA Network. A história do sitcom girava em torno dos seis amigos Ashley (Kristen Miller), Christian (Thomas Magiar), Winnie (Marquita Terry), Lauren (Elena Lyons), Jackson (Josh Holland) e Bobby (James Madio), todos estudantes da American Academy boarding school de Paris, França.

## Elenco principal
- Kristen Miller - Ashley Elliott
- Elena Lyons - Lauren Fontaine
- Thomas Magiar - Christian Mueller
- Marquita Terry - Winnie Barnes
- Angela Visser - Ms. Gabrielle Dupre
- Nicholas Guest - Mr. Patrick Elliott
- Josh Holland - Jackson Green
- James Madio - Bobby 'Lazz' Lazzarini